# Hov (Denemarken)
Hov is een kleine havenstad in de Deense aan de oostkust van de regio Midden-Jutland, gemeente Odder, en telt 1420 inwoners (2008). Het ligt ongeveer 25 kilometer ten zuiden van Aarhus. Er zijn vanuit Hov dagelijkse veerbootverbindingen met Tunø en Samsø.